# Шахти
Шахти (рус. Шахты) град је у Русији у Ростовској области. Према попису становништва из 2010. у граду је живело 240.152 становника.

## Становништво
Према прелиминарним подацима са пописа, у граду је 2010. живело 240.152 становника, 17.560 (7,89%) више него 2002.
| 1939.   | 1959.   | 1970.   | 1979.   | 1989.   | 2002.   | 2010.   |
| ------- | ------- | ------- | ------- | ------- | ------- | ------- |
| 134.522 | 196.190 | 205.307 | 209.495 | 225.797 | 222.592 | 239.987 |

## Рођени у Шахтију
- Василиј Алексејев (1942-2011), био је совјетски дизач тегова.
- Марина Логвиненко (1961), је совјетска и руска такмичарка у стрељаштву.

## Градови побратими
- Гелзенкирхен
- Никопољ